# Junta Comunitaria de Brooklyn 9

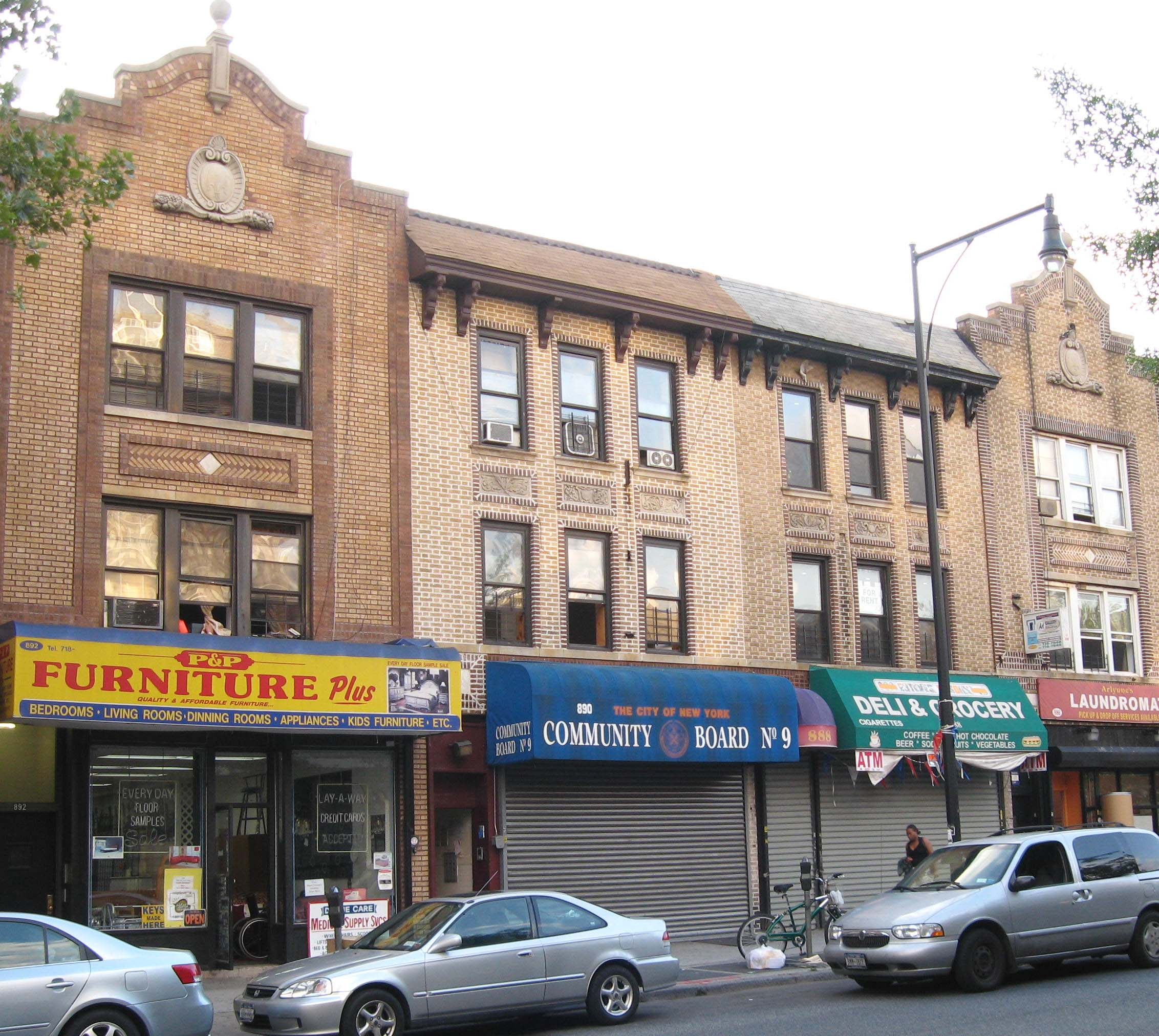
Oficina.

La Junta Comunitaria de Brooklyn 9 o Brooklyn Community Board 9 es un organismo local gubernamental de la Ciudad de Nueva York en el borough de Brooklyn que comprende barrios de Crown Heights, Prospect-Lefferts Gardens, y Wingate. Colinda con la Avenida Ocean y la Avenida Flatbush en el oeste, Eastern Parkway en el norte, las avenidas Rochester, East New York y Utica en el este, al igual que la Avenida Clarkson en el sur.
Su actual presidente es Rabbi Jacob Z. Goldstein, y su mánager distrital es Pearl R. Miles.
Al censo de 2000, la junta comunitaria tenía una población de 104,014, de 110,715 en 1990 y 96,667 en 1980.

De ellos (al 2000), 11,733 (11.3%) eran blancos no hispanos, 79,466 (76.4%) eran afroamericanos, 819 (0.8%) asiáticos o isleños del pacífico 183 (0.2%) amerindios, 816 (0.8%) de otras razas, 2,416 (2.3%) de dos o más razas, 8,581 (8.2%) de origen hispano.

En 2004 el 36.4% de la población se beneficia de asistencia pública, del 20.8% en 2000.
La superficie total es de 1002.7 acres.